# 張有譽
張有譽（1589年—1669年），原名張元譽，字難譽，號静涵，直隸江陰縣人，明朝及南明政治人物。

## 生平
張有譽是萬曆二十六年進士張履正的兒子，萬曆四十三年（1615年）成舉人，四十七年中式己未科會試，因父亲去世未廷試，天启二年（1622年）中二甲二十九名进士，兵部觀政，四年授南京戶部江西司主事，管浦口倉，又差榷揚州鈔關，为官清廉。崇祯元年（1628年）升郎中，出任饒州知府，升江西督糧道副使，崇祯十年舉卓異，升七省漕道，往湖廣督兑。十一年丁母憂，服闋，補直隸順廣道，十五年升四川按察使兼布政司參議，任內施行德政。鄭三俊舉薦五名官員時將他排在首位，十六年升任順天府府丞，升南京戶部右侍郎、兼右僉都御史、總督倉場，到任時京師陷落，遂南下。弘光帝已經即位，轉為左侍郎。宦官張執中收取白糧超越舊制，打死解戶，張有譽就將他的差役囚禁，並上奏朝廷，於是張執中行為收斂。馬士英推薦阮大鋮任官，使朝臣不滿，於是傳旨任命張有譽為戶部尚書，不久加太子太保銜；當時四鎮需要糧餉二十萬，他無法撥出，致令他嘔血，上書請求辭官，但不獲允許。
南京被清軍攻陷，他逃到武康山中削髮為僧人，法號「大圓」，之後回到故鄉，康熙八年八十一歲時逝世。

## 家族
世居无锡景云乡，曾祖張輔，字佐卿，號玉溪，占籍江阴青暘里。祖父张汝翼，號澄源，邑廪生。父張履正，號岵望，萬曆壬辰進士，任廣信府知府。元配謝氏，子張光第，康熙丁未進士。